# Arroyo Gená
Arroyo Gená är ett vattendrag i Argentina.   Det ligger i provinsen Entre Ríos, i den centrala delen av landet, 230 kilometer norr om huvudstaden Buenos Aires.
Trakten runt Arroyo Gená består i huvudsak av gräsmarker. Runt Arroyo Gená är det glesbefolkat, med 19 invånare per kvadratkilometer.